# Tour de Hongrie 2021
Le Tour de Hongrie 2021 est la 42e édition de cette course cycliste par étapes masculine. Il a lieu en Hongrie du 12 mai au 16 mai 2021. Il se déroule entre Siófok et Budapest sur un parcours de 793 km et fait partie du calendrier UCI Europe Tour 2021 en catégorie 2.1.

## Présentation

### Parcours
Le Tour de Hongrie est tracé sur cinq étapes pour une distance totale de 793 kilomètres.

### Équipes
Vingt-deux équipes participent à ce Tour de Hongrie - 8 équipes UCI World Tour, 9 équipes UCI ProTeam, 4 équipes continentales et 1 sélection nationale :
| WorldTeams (8)- Astana-Premier Tech - Bahrain Victorious - Israel Start-Up Nation - Team BikeExchange - Jumbo-Visma - Trek-Segafredo - Bora-Hansgrohe - Team DSM ProTeams (9)- Androni Giocattoli-Sidermec - Bingoal Pauwels Sauces WB - Caja Rural-Seguros RGA - Eolo-Kometa - Gazprom-RusVelo - Team Novo Nordisk - Sport Vlaanderen-Baloise - Uno-X Pro Cycling Team - Vini Zabù Équipes continentales (4)- Adria Mobil - Giotti Victoria-Savini Due - HRE Mazowsze Serce Polski - Voster ATS Team Équipe nationale- Hongrie |
| |

## Étapes
| Étape     | Date   | Villes étapes              | type                      | Distance (km) | Dénivelé (m) | Vainqueur d'étape | Leader du classement général |
| --------- | ------ | -------------------------- | ------------------------- | ------------- | ------------ | ----------------- | ---------------------------- |
| 1re étape | 12 mai | Siófok – Kaposvár          | étape de plaine           | 173,05        | 1 069 m      | Phil Bauhaus      | Phil Bauhaus                 |
| 2e étape  | 13 mai | Balatonfüred – Nagykanizsa | étape de plaine           | 183           | 1 394 m      | Jordi Meeus       | Jordi Meeus                  |
| 3e étape  | 14 mai | Veszprém – Tata            | étape de plaine           | 142,2         | 1 213 m      | Phil Bauhaus      | Phil Bauhaus                 |
| 4e étape  | 15 mai | Balassagyarmat – Kékestető | étape de moyenne montagne | 202,2         | 2 545 m      | Damien Howson     | Damien Howson                |
| 5e étape  | 16 mai | Budapest – Budapest        | étape de plaine           | 93,11         | 636 m        | Edward Theuns     | Damien Howson                |

## Déroulement de la course

### 1reétape
| \| Classement de l'étape \| Classement de l'étape \| Classement de l'étape \| Classement de l'étape \| Classement de l'étape \| \| Coureur \| Coureur \| Pays \| Équipe \| Temps \| \| --------------------- \| --------------------- \| --------------------- \| ------------------------- \| --------------------- \| \| 1er \| Phil Bauhaus \| Allemagne \| Bahrain Victorious \| 3 h 54 min 22 s \| \| 2e \| Jakub Mareczko \| Italie \| Vini Zabù \| + 0 s \| \| 3e \| Jordi Meeus \| Belgique \| Bora-Hansgrohe \| + 0 s \| \| 4e \| Rudy Barbier \| France \| Israel Start-Up Nation \| + 0 s \| \| 5e \| Timothy Dupont \| Belgique \| Bingoal Pauwels Sauces WB \| + 0 s \| \| 6e \| Kaden Groves \| Australie \| BikeExchange \| + 0 s \| \| 7e \| Olav Kooij \| Pays-Bas \| Jumbo-Visma \| + 0 s \| \| 8e \| Niklas Larsen \| Danemark \| Uno-X Pro Cycling Team \| + 0 s \| \| 9e \| Erlend Blikra \| Norvège \| Uno-X Pro Cycling Team \| + 0 s \| \| 10e \| Alberto Dainese \| Italie \| Team DSM \| + 0 s \| |                 |           |                           |                 |
| |                 |           |                           |                 |
| Source : ProCyclingStats |                 |           |                           |                 |
| Classement de l'étape |                 |           |                           |                 |
| Coureur | Coureur         | Pays      | Équipe                    | Temps           |
| 1er | Phil Bauhaus    | Allemagne | Bahrain Victorious        | 3 h 54 min 22 s |
| 2e | Jakub Mareczko  | Italie    | Vini Zabù                 | + 0 s           |
| 3e | Jordi Meeus     | Belgique  | Bora-Hansgrohe            | + 0 s           |
| 4e | Rudy Barbier    | France    | Israel Start-Up Nation    | + 0 s           |
| 5e | Timothy Dupont  | Belgique  | Bingoal Pauwels Sauces WB | + 0 s           |
| 6e | Kaden Groves    | Australie | BikeExchange              | + 0 s           |
| 7e | Olav Kooij      | Pays-Bas  | Jumbo-Visma               | + 0 s           |
| 8e | Niklas Larsen   | Danemark  | Uno-X Pro Cycling Team    | + 0 s           |
| 9e | Erlend Blikra   | Norvège   | Uno-X Pro Cycling Team    | + 0 s           |
| 10e | Alberto Dainese | Italie    | Team DSM                  | + 0 s           |

| \| Classement général \| Classement général \| Classement général \| Classement général \| Classement général \| \| Coureur \| Coureur \| Pays \| Équipe \| Temps \| \| ------------------ \| --------------------- \| ------------------ \| ------------------------- \| ------------------ \| \| 1er \| Phil Bauhaus \| Allemagne \| Bahrain Victorious \| 3 h 54 min 12 s \| \| 2e \| Jakub Mareczko \| Italie \| Vini Zabù \| + 4 s \| \| 3e \| Patryk Stosz \| Pologne \| Voster ATS Team \| + 4 s \| \| 4e \| Jordi Meeus \| Belgique \| Bora-Hansgrohe \| + 6 s \| \| 5e \| Diego Pablo Sevilla \| Espagne \| Eolo-Kometa \| + 6 s \| \| 6e \| Edward Theuns \| Belgique \| Trek-Segafredo \| + 7 s \| \| 7e \| Fabio Van den Bossche \| Belgique \| Sport Vlaanderen-Baloise \| + 8 s \| \| 8e \| Taj Jones \| Australie \| Israel Start-Up Nation \| + 8 s \| \| 9e \| Alan Banaszek \| Pologne \| HRE Mazowsze Serce Polski \| + 9 s \| \| 10e \| Rudy Barbier \| France \| Israel Start-Up Nation \| + 10 s \| |                       |           |                           |                 |
| |                       |           |                           |                 |
| Source : ProCyclingStats |                       |           |                           |                 |
| Classement général |                       |           |                           |                 |
| Coureur | Coureur               | Pays      | Équipe                    | Temps           |
| 1er | Phil Bauhaus          | Allemagne | Bahrain Victorious        | 3 h 54 min 12 s |
| 2e | Jakub Mareczko        | Italie    | Vini Zabù                 | + 4 s           |
| 3e | Patryk Stosz          | Pologne   | Voster ATS Team           | + 4 s           |
| 4e | Jordi Meeus           | Belgique  | Bora-Hansgrohe            | + 6 s           |
| 5e | Diego Pablo Sevilla   | Espagne   | Eolo-Kometa               | + 6 s           |
| 6e | Edward Theuns         | Belgique  | Trek-Segafredo            | + 7 s           |
| 7e | Fabio Van den Bossche | Belgique  | Sport Vlaanderen-Baloise  | + 8 s           |
| 8e | Taj Jones             | Australie | Israel Start-Up Nation    | + 8 s           |
| 9e | Alan Banaszek         | Pologne   | HRE Mazowsze Serce Polski | + 9 s           |
| 10e | Rudy Barbier          | France    | Israel Start-Up Nation    | + 10 s          |

### 2eétape
| \| Classement de l'étape \| Classement de l'étape \| Classement de l'étape \| Classement de l'étape \| Classement de l'étape \| \| Coureur \| Coureur \| Pays \| Équipe \| Temps \| \| --------------------- \| --------------------- \| --------------------- \| ------------------------- \| --------------------- \| \| 1er \| Jordi Meeus \| Belgique \| Bora-Hansgrohe \| 4 h 03 min 55 s \| \| 2e \| Alberto Dainese \| Italie \| Team DSM \| + 0 s \| \| 3e \| Phil Bauhaus \| Allemagne \| Bahrain Victorious \| + 0 s \| \| 4e \| Olav Kooij \| Pays-Bas \| Jumbo-Visma \| + 0 s \| \| 5e \| Kaden Groves \| Australie \| BikeExchange \| + 0 s \| \| 6e \| Rudy Barbier \| France \| Israel Start-Up Nation \| + 0 s \| \| 7e \| Edward Theuns \| Belgique \| Trek-Segafredo \| + 0 s \| \| 8e \| Timothy Dupont \| Belgique \| Bingoal Pauwels Sauces WB \| + 0 s \| \| 9e \| David González López \| Espagne \| Caja Rural-Seguros RGA \| + 0 s \| \| 10e \| Jordi Warlop \| Belgique \| Sport Vlaanderen-Baloise \| + 0 s \| |                      |           |                           |                 |
| |                      |           |                           |                 |
| Source : ProCyclingStats |                      |           |                           |                 |
| Classement de l'étape |                      |           |                           |                 |
| Coureur | Coureur              | Pays      | Équipe                    | Temps           |
| 1er | Jordi Meeus          | Belgique  | Bora-Hansgrohe            | 4 h 03 min 55 s |
| 2e | Alberto Dainese      | Italie    | Team DSM                  | + 0 s           |
| 3e | Phil Bauhaus         | Allemagne | Bahrain Victorious        | + 0 s           |
| 4e | Olav Kooij           | Pays-Bas  | Jumbo-Visma               | + 0 s           |
| 5e | Kaden Groves         | Australie | BikeExchange              | + 0 s           |
| 6e | Rudy Barbier         | France    | Israel Start-Up Nation    | + 0 s           |
| 7e | Edward Theuns        | Belgique  | Trek-Segafredo            | + 0 s           |
| 8e | Timothy Dupont       | Belgique  | Bingoal Pauwels Sauces WB | + 0 s           |
| 9e | David González López | Espagne   | Caja Rural-Seguros RGA    | + 0 s           |
| 10e | Jordi Warlop         | Belgique  | Sport Vlaanderen-Baloise  | + 0 s           |

| \| Classement général \| Classement général \| Classement général \| Classement général \| Classement général \| \| Coureur \| Coureur \| Pays \| Équipe \| Temps \| \| ------------------ \| --------------------- \| ------------------ \| --------------------------- \| ------------------ \| \| 1er \| Jordi Meeus \| Belgique \| Bora-Hansgrohe \| 7 h 58 min 03 s \| \| 2e \| Phil Bauhaus \| Allemagne \| Bahrain Victorious \| + 0 s \| \| 3e \| Maciej Paterski \| Pologne \| Voster ATS Team \| + 6 s \| \| 4e \| Alberto Dainese \| Italie \| Team DSM \| + 8 s \| \| 5e \| Jakub Mareczko \| Italie \| Vini Zabù \| + 8 s \| \| 6e \| Patryk Stosz \| Pologne \| Voster ATS Team \| + 8 s \| \| 7e \| Diego Pablo Sevilla \| Espagne \| Eolo-Kometa \| + 8 s \| \| 8e \| János Pelikán \| Hongrie \| Androni Giocattoli-Sidermec \| + 10 s \| \| 9e \| Edward Theuns \| Belgique \| Trek-Segafredo \| + 11 s \| \| 10e \| Fabio Van den Bossche \| Belgique \| Sport Vlaanderen-Baloise \| + 12 s \| |                       |           |                             |                 |
| |                       |           |                             |                 |
| Source : ProCyclingStats |                       |           |                             |                 |
| Classement général |                       |           |                             |                 |
| Coureur | Coureur               | Pays      | Équipe                      | Temps           |
| 1er | Jordi Meeus           | Belgique  | Bora-Hansgrohe              | 7 h 58 min 03 s |
| 2e | Phil Bauhaus          | Allemagne | Bahrain Victorious          | + 0 s           |
| 3e | Maciej Paterski       | Pologne   | Voster ATS Team             | + 6 s           |
| 4e | Alberto Dainese       | Italie    | Team DSM                    | + 8 s           |
| 5e | Jakub Mareczko        | Italie    | Vini Zabù                   | + 8 s           |
| 6e | Patryk Stosz          | Pologne   | Voster ATS Team             | + 8 s           |
| 7e | Diego Pablo Sevilla   | Espagne   | Eolo-Kometa                 | + 8 s           |
| 8e | János Pelikán         | Hongrie   | Androni Giocattoli-Sidermec | + 10 s          |
| 9e | Edward Theuns         | Belgique  | Trek-Segafredo              | + 11 s          |
| 10e | Fabio Van den Bossche | Belgique  | Sport Vlaanderen-Baloise    | + 12 s          |

### 3eétape
| \| Classement de l'étape \| Classement de l'étape \| Classement de l'étape \| Classement de l'étape \| Classement de l'étape \| \| Coureur \| Coureur \| Pays \| Équipe \| Temps \| \| --------------------- \| --------------------- \| --------------------- \| ------------------------- \| --------------------- \| \| 1er \| Phil Bauhaus \| Allemagne \| Bahrain Victorious \| 3 h 17 min 30 s \| \| 2e \| Mike Teunissen \| Pays-Bas \| Jumbo-Visma \| + 0 s \| \| 3e \| Fred Wright \| Royaume-Uni \| Bahrain Victorious \| + 0 s \| \| 4e \| Davide Martinelli \| Italie \| Astana-Premier Tech \| + 0 s \| \| 5e \| Mihkel Räim \| Estonie \| HRE Mazowsze Serce Polski \| + 0 s \| \| 6e \| Jordi Warlop \| Belgique \| Sport Vlaanderen-Baloise \| + 0 s \| \| 7e \| Timothy Dupont \| Belgique \| Bingoal Pauwels Sauces WB \| + 0 s \| \| 8e \| Kristoffer Halvorsen \| Norvège \| Uno-X Pro Cycling Team \| + 0 s \| \| 9e \| Luca Pacioni \| Italie \| Eolo-Kometa \| + 0 s \| \| 10e \| Taj Jones \| Australie \| Israel Start-Up Nation \| + 0 s \| |                      |             |                           |                 |
| |                      |             |                           |                 |
| Source : ProCyclingStats |                      |             |                           |                 |
| Classement de l'étape |                      |             |                           |                 |
| Coureur | Coureur              | Pays        | Équipe                    | Temps           |
| 1er | Phil Bauhaus         | Allemagne   | Bahrain Victorious        | 3 h 17 min 30 s |
| 2e | Mike Teunissen       | Pays-Bas    | Jumbo-Visma               | + 0 s           |
| 3e | Fred Wright          | Royaume-Uni | Bahrain Victorious        | + 0 s           |
| 4e | Davide Martinelli    | Italie      | Astana-Premier Tech       | + 0 s           |
| 5e | Mihkel Räim          | Estonie     | HRE Mazowsze Serce Polski | + 0 s           |
| 6e | Jordi Warlop         | Belgique    | Sport Vlaanderen-Baloise  | + 0 s           |
| 7e | Timothy Dupont       | Belgique    | Bingoal Pauwels Sauces WB | + 0 s           |
| 8e | Kristoffer Halvorsen | Norvège     | Uno-X Pro Cycling Team    | + 0 s           |
| 9e | Luca Pacioni         | Italie      | Eolo-Kometa               | + 0 s           |
| 10e | Taj Jones            | Australie   | Israel Start-Up Nation    | + 0 s           |

| \| Classement général \| Classement général \| Classement général \| Classement général \| Classement général \| \| Coureur \| Coureur \| Pays \| Équipe \| Temps \| \| ------------------ \| ------------------ \| ------------------ \| --------------------------- \| ------------------ \| \| 1er \| Phil Bauhaus \| Allemagne \| Bahrain Victorious \| 11 h 15 min 23 s \| \| 2e \| Jordi Meeus \| Belgique \| Bora-Hansgrohe \| + 10 s \| \| 3e \| Patryk Stosz \| Pologne \| Voster ATS Team \| + 15 s \| \| 4e \| Maciej Paterski \| Pologne \| Voster ATS Team \| + 16 s \| \| 5e \| Mike Teunissen \| Pays-Bas \| Jumbo-Visma \| + 18 s \| \| 6e \| Jakub Mareczko \| Italie \| Vini Zabù \| + 18 s \| \| 7e \| Alberto Dainese \| Italie \| Team DSM \| + 18 s \| \| 8e \| Norbert Banaszek \| Pologne \| HRE Mazowsze Serce Polski \| + 19 s \| \| 9e \| Fred Wright \| Royaume-Uni \| Bahrain Victorious \| + 20 s \| \| 10e \| János Pelikán \| Hongrie \| Androni Giocattoli-Sidermec \| + 20 s \| |                  |             |                             |                  |
| |                  |             |                             |                  |
| Source : ProCyclingStats |                  |             |                             |                  |
| Classement général |                  |             |                             |                  |
| Coureur | Coureur          | Pays        | Équipe                      | Temps            |
| 1er | Phil Bauhaus     | Allemagne   | Bahrain Victorious          | 11 h 15 min 23 s |
| 2e | Jordi Meeus      | Belgique    | Bora-Hansgrohe              | + 10 s           |
| 3e | Patryk Stosz     | Pologne     | Voster ATS Team             | + 15 s           |
| 4e | Maciej Paterski  | Pologne     | Voster ATS Team             | + 16 s           |
| 5e | Mike Teunissen   | Pays-Bas    | Jumbo-Visma                 | + 18 s           |
| 6e | Jakub Mareczko   | Italie      | Vini Zabù                   | + 18 s           |
| 7e | Alberto Dainese  | Italie      | Team DSM                    | + 18 s           |
| 8e | Norbert Banaszek | Pologne     | HRE Mazowsze Serce Polski   | + 19 s           |
| 9e | Fred Wright      | Royaume-Uni | Bahrain Victorious          | + 20 s           |
| 10e | János Pelikán    | Hongrie     | Androni Giocattoli-Sidermec | + 20 s           |

### 4eétape
| \| Classement de l'étape \| Classement de l'étape \| Classement de l'étape \| Classement de l'étape \| Classement de l'étape \| \| Coureur \| Coureur \| Pays \| Équipe \| Temps \| \| --------------------- \| --------------------- \| --------------------- \| ------------------------- \| --------------------- \| \| 1er \| Damien Howson \| Australie \| BikeExchange \| 4 h 55 min 50 s \| \| 2e \| Ben Hermans \| Belgique \| Israel Start-Up Nation \| + 9 s \| \| 3e \| Antonio Tiberi \| Italie \| Trek-Segafredo \| + 15 s \| \| 4e \| Jhojan García \| Colombie \| Caja Rural-Seguros RGA \| + 19 s \| \| 5e \| Stefan de Bod \| Afrique du Sud \| Astana-Premier Tech \| + 32 s \| \| 6e \| Laurens Huys \| Belgique \| Bingoal Pauwels Sauces WB \| + 38 s \| \| 7e \| Paweł Cieślik \| Pologne \| Voster ATS Team \| + 41 s \| \| 8e \| Javier Romo \| Espagne \| Astana-Premier Tech \| + 41 s \| \| 9e \| Kevin Colleoni \| Italie \| BikeExchange \| + 44 s \| \| 10e \| Santiago Buitrago \| Colombie \| Bahrain Victorious \| + 46 s \| |                   |                |                           |                 |
| |                   |                |                           |                 |
| Source : ProCyclingStats |                   |                |                           |                 |
| Classement de l'étape |                   |                |                           |                 |
| Coureur | Coureur           | Pays           | Équipe                    | Temps           |
| 1er | Damien Howson     | Australie      | BikeExchange              | 4 h 55 min 50 s |
| 2e | Ben Hermans       | Belgique       | Israel Start-Up Nation    | + 9 s           |
| 3e | Antonio Tiberi    | Italie         | Trek-Segafredo            | + 15 s          |
| 4e | Jhojan García     | Colombie       | Caja Rural-Seguros RGA    | + 19 s          |
| 5e | Stefan de Bod     | Afrique du Sud | Astana-Premier Tech       | + 32 s          |
| 6e | Laurens Huys      | Belgique       | Bingoal Pauwels Sauces WB | + 38 s          |
| 7e | Paweł Cieślik     | Pologne        | Voster ATS Team           | + 41 s          |
| 8e | Javier Romo       | Espagne        | Astana-Premier Tech       | + 41 s          |
| 9e | Kevin Colleoni    | Italie         | BikeExchange              | + 44 s          |
| 10e | Santiago Buitrago | Colombie       | Bahrain Victorious        | + 46 s          |

| \| Classement général \| Classement général \| Classement général \| Classement général \| Classement général \| \| Coureur \| Coureur \| Pays \| Équipe \| Temps \| \| ------------------ \| ------------------ \| ------------------ \| ------------------------- \| ------------------ \| \| 1er \| Damien Howson \| Australie \| BikeExchange \| 16 h 11 min 24 s \| \| 2e \| Ben Hermans \| Belgique \| Israel Start-Up Nation \| + 16 s \| \| 3e \| Antonio Tiberi \| Italie \| Trek-Segafredo \| + 24 s \| \| 4e \| Jhojan García \| Colombie \| Caja Rural-Seguros RGA \| + 32 s \| \| 5e \| Stefan de Bod \| Afrique du Sud \| Astana-Premier Tech \| + 45 s \| \| 6e \| Laurens Huys \| Belgique \| Bingoal Pauwels Sauces WB \| + 51 s \| \| 7e \| Paweł Cieślik \| Pologne \| Voster ATS Team \| + 54 s \| \| 8e \| Javier Romo \| Espagne \| Astana-Premier Tech \| + 54 s \| \| 9e \| Kevin Colleoni \| Italie \| BikeExchange \| + 57 s \| \| 10e \| Santiago Buitrago \| Colombie \| Bahrain Victorious \| + 59 s \| |                   |                |                           |                  |
| |                   |                |                           |                  |
| Source : ProCyclingStats |                   |                |                           |                  |
| Classement général |                   |                |                           |                  |
| Coureur | Coureur           | Pays           | Équipe                    | Temps            |
| 1er | Damien Howson     | Australie      | BikeExchange              | 16 h 11 min 24 s |
| 2e | Ben Hermans       | Belgique       | Israel Start-Up Nation    | + 16 s           |
| 3e | Antonio Tiberi    | Italie         | Trek-Segafredo            | + 24 s           |
| 4e | Jhojan García     | Colombie       | Caja Rural-Seguros RGA    | + 32 s           |
| 5e | Stefan de Bod     | Afrique du Sud | Astana-Premier Tech       | + 45 s           |
| 6e | Laurens Huys      | Belgique       | Bingoal Pauwels Sauces WB | + 51 s           |
| 7e | Paweł Cieślik     | Pologne        | Voster ATS Team           | + 54 s           |
| 8e | Javier Romo       | Espagne        | Astana-Premier Tech       | + 54 s           |
| 9e | Kevin Colleoni    | Italie         | BikeExchange              | + 57 s           |
| 10e | Santiago Buitrago | Colombie       | Bahrain Victorious        | + 59 s           |

### 5eétape
| \| Classement de l'étape \| Classement de l'étape \| Classement de l'étape \| Classement de l'étape \| Classement de l'étape \| \| Coureur \| Coureur \| Pays \| Équipe \| Temps \| \| --------------------- \| --------------------- \| --------------------- \| --------------------------- \| --------------------- \| \| 1er \| Edward Theuns \| Belgique \| Trek-Segafredo \| 1 h 55 min 46 s \| \| 2e \| Olav Kooij \| Pays-Bas \| Jumbo-Visma \| + 0 s \| \| 3e \| Timothy Dupont \| Belgique \| Bingoal Pauwels Sauces WB \| + 0 s \| \| 4e \| Phil Bauhaus \| Allemagne \| Bahrain Victorious \| + 0 s \| \| 5e \| Matteo Malucelli \| Italie \| Androni Giocattoli-Sidermec \| + 0 s \| \| 6e \| Jordi Meeus \| Belgique \| Bora-Hansgrohe \| + 0 s \| \| 7e \| Sasha Weemaes \| Belgique \| Sport Vlaanderen-Baloise \| + 0 s \| \| 8e \| Rudy Barbier \| France \| Israel Start-Up Nation \| + 0 s \| \| 9e \| Mike Teunissen \| Pays-Bas \| Jumbo-Visma \| + 0 s \| \| 10e \| Orluis Aular \| Venezuela \| Caja Rural-Seguros RGA \| + 0 s \| |                  |           |                             |                 |
| |                  |           |                             |                 |
| Source : ProCyclingStats |                  |           |                             |                 |
| Classement de l'étape |                  |           |                             |                 |
| Coureur | Coureur          | Pays      | Équipe                      | Temps           |
| 1er | Edward Theuns    | Belgique  | Trek-Segafredo              | 1 h 55 min 46 s |
| 2e | Olav Kooij       | Pays-Bas  | Jumbo-Visma                 | + 0 s           |
| 3e | Timothy Dupont   | Belgique  | Bingoal Pauwels Sauces WB   | + 0 s           |
| 4e | Phil Bauhaus     | Allemagne | Bahrain Victorious          | + 0 s           |
| 5e | Matteo Malucelli | Italie    | Androni Giocattoli-Sidermec | + 0 s           |
| 6e | Jordi Meeus      | Belgique  | Bora-Hansgrohe              | + 0 s           |
| 7e | Sasha Weemaes    | Belgique  | Sport Vlaanderen-Baloise    | + 0 s           |
| 8e | Rudy Barbier     | France    | Israel Start-Up Nation      | + 0 s           |
| 9e | Mike Teunissen   | Pays-Bas  | Jumbo-Visma                 | + 0 s           |
| 10e | Orluis Aular     | Venezuela | Caja Rural-Seguros RGA      | + 0 s           |

## Classements finals

### Classement général final
| \| Classement général \| Classement général \| Classement général \| Classement général \| Classement général \| \| Coureur \| Coureur \| Pays \| Équipe \| Temps \| \| ------------------ \| ------------------ \| ------------------ \| ------------------------- \| ------------------ \| \| 1er \| Damien Howson \| Australie \| BikeExchange \| 18 h 07 min 10 s \| \| 2e \| Ben Hermans \| Belgique \| Israel Start-Up Nation \| + 16 s \| \| 3e \| Antonio Tiberi \| Italie \| Trek-Segafredo \| + 24 s \| \| 4e \| Jhojan García \| Colombie \| Caja Rural-Seguros RGA \| + 32 s \| \| 5e \| Stefan de Bod \| Afrique du Sud \| Astana-Premier Tech \| + 45 s \| \| 6e \| Laurens Huys \| Belgique \| Bingoal Pauwels Sauces WB \| + 51 s \| \| 7e \| Paweł Cieślik \| Pologne \| Voster ATS Team \| + 54 s \| \| 8e \| Javier Romo \| Espagne \| Astana-Premier Tech \| + 54 s \| \| 9e \| Kevin Colleoni \| Italie \| BikeExchange \| + 57 s \| \| 10e \| Santiago Buitrago \| Colombie \| Bahrain Victorious \| + 59 s \| |                   |                |                           |                  |
| |                   |                |                           |                  |
| Source : ProCyclingStats |                   |                |                           |                  |
| Classement général |                   |                |                           |                  |
| Coureur | Coureur           | Pays           | Équipe                    | Temps            |
| 1er | Damien Howson     | Australie      | BikeExchange              | 18 h 07 min 10 s |
| 2e | Ben Hermans       | Belgique       | Israel Start-Up Nation    | + 16 s           |
| 3e | Antonio Tiberi    | Italie         | Trek-Segafredo            | + 24 s           |
| 4e | Jhojan García     | Colombie       | Caja Rural-Seguros RGA    | + 32 s           |
| 5e | Stefan de Bod     | Afrique du Sud | Astana-Premier Tech       | + 45 s           |
| 6e | Laurens Huys      | Belgique       | Bingoal Pauwels Sauces WB | + 51 s           |
| 7e | Paweł Cieślik     | Pologne        | Voster ATS Team           | + 54 s           |
| 8e | Javier Romo       | Espagne        | Astana-Premier Tech       | + 54 s           |
| 9e | Kevin Colleoni    | Italie         | BikeExchange              | + 57 s           |
| 10e | Santiago Buitrago | Colombie       | Bahrain Victorious        | + 59 s           |

### Classements annexes
| Classement par points | Classement par points | Classement par points | Classement par points     | Classement par points |
| Coureur               | Coureur               | Pays                  | Équipe                    | Points                |
| --------------------- | --------------------- | --------------------- | ------------------------- | --------------------- |
| 1er                   | Phil Bauhaus          | Allemagne             | Bahrain Victorious        | 53 pts                |
| 2e                    | Jordi Meeus           | Belgique              | Bora-Hansgrohe            | 30 pts                |
| 3e                    | Edward Theuns         | Belgique              | Trek-Segafredo            | 24 pts                |
| 4e                    | Olav Kooij            | Pays-Bas              | Jumbo-Visma               | 24 pts                |
| 5e                    | Timothy Dupont        | Belgique              | Bingoal Pauwels Sauces WB | 23 pts                |
| 6e                    | Damien Howson         | Australie             | BikeExchange              | 20 pts                |
| 7e                    | Jordi Warlop          | Belgique              | Sport Vlaanderen-Baloise  | 19 pts                |
| 8e                    | Mike Teunissen        | Pays-Bas              | Jumbo-Visma               | 17 pts                |
| 9e                    | Alberto Dainese       | Italie                | Team DSM                  | 16 pts                |
| 10e                   | Rudy Barbier          | France                | Israel Start-Up Nation    | 16 pts                |

| Classement par points | Classement par points | Classement par points | Classement par points     | Classement par points |
| Coureur               | Coureur               | Pays                  | Équipe                    | Points                |
| --------------------- | --------------------- | --------------------- | ------------------------- | --------------------- |
| 1er                   | Phil Bauhaus          | Allemagne             | Bahrain Victorious        | 53 pts                |
| 2e                    | Jordi Meeus           | Belgique              | Bora-Hansgrohe            | 30 pts                |
| 3e                    | Edward Theuns         | Belgique              | Trek-Segafredo            | 24 pts                |
| 4e                    | Olav Kooij            | Pays-Bas              | Jumbo-Visma               | 24 pts                |
| 5e                    | Timothy Dupont        | Belgique              | Bingoal Pauwels Sauces WB | 23 pts                |
| 6e                    | Damien Howson         | Australie             | BikeExchange              | 20 pts                |
| 7e                    | Jordi Warlop          | Belgique              | Sport Vlaanderen-Baloise  | 19 pts                |
| 8e                    | Mike Teunissen        | Pays-Bas              | Jumbo-Visma               | 17 pts                |
| 9e                    | Alberto Dainese       | Italie                | Team DSM                  | 16 pts                |
| 10e                   | Rudy Barbier          | France                | Israel Start-Up Nation    | 16 pts                |

| Classement de la montagne | Classement de la montagne | Classement de la montagne | Classement de la montagne | Classement de la montagne |
| Coureur                   | Coureur                   | Pays                      | Équipe                    | Points                    |
| ------------------------- | ------------------------- | ------------------------- | ------------------------- | ------------------------- |
| 1er                       | Maciej Paterski           | Pologne                   | Voster ATS Team           | 21 pts                    |
| 2e                        | Patryk Stosz              | Pologne                   | Voster ATS Team           | 13 pts                    |
| 3e                        | Damien Howson             | Australie                 | BikeExchange              | 10 pts                    |
| 4e                        | Ben Hermans               | Belgique                  | Israel Start-Up Nation    | 7 pts                     |
| 5e                        | Sergio Román Martín       | Espagne                   | Caja Rural-Seguros RGA    | 7 pts                     |
| 6e                        | Antonio Tiberi            | Italie                    | Trek-Segafredo            | 5 pts                     |
| 7e                        | Diego Pablo Sevilla       | Espagne                   | Eolo-Kometa               | 5 pts                     |
| 8e                        | Jhojan García             | Colombie                  | Caja Rural-Seguros RGA    | 4 pts                     |
| 9e                        | Gilles De Wilde           | Belgique                  | Sport Vlaanderen-Baloise  | 4 pts                     |
| 10e                       | Stefan de Bod             | Afrique du Sud            | Astana-Premier Tech       | 3 pts                     |

| Classement de la montagne | Classement de la montagne | Classement de la montagne | Classement de la montagne | Classement de la montagne |
| Coureur                   | Coureur                   | Pays                      | Équipe                    | Points                    |
| ------------------------- | ------------------------- | ------------------------- | ------------------------- | ------------------------- |
| 1er                       | Maciej Paterski           | Pologne                   | Voster ATS Team           | 21 pts                    |
| 2e                        | Patryk Stosz              | Pologne                   | Voster ATS Team           | 13 pts                    |
| 3e                        | Damien Howson             | Australie                 | BikeExchange              | 10 pts                    |
| 4e                        | Ben Hermans               | Belgique                  | Israel Start-Up Nation    | 7 pts                     |
| 5e                        | Sergio Román Martín       | Espagne                   | Caja Rural-Seguros RGA    | 7 pts                     |
| 6e                        | Antonio Tiberi            | Italie                    | Trek-Segafredo            | 5 pts                     |
| 7e                        | Diego Pablo Sevilla       | Espagne                   | Eolo-Kometa               | 5 pts                     |
| 8e                        | Jhojan García             | Colombie                  | Caja Rural-Seguros RGA    | 4 pts                     |
| 9e                        | Gilles De Wilde           | Belgique                  | Sport Vlaanderen-Baloise  | 4 pts                     |
| 10e                       | Stefan de Bod             | Afrique du Sud            | Astana-Premier Tech       | 3 pts                     |

#### Classement par équipes
| Classement par équipes | Classement par équipes      | Classement par équipes | Classement par équipes |
| Équipe                 | Équipe                      | Pays                   | Temps                  |
| ---------------------- | --------------------------- | ---------------------- | ---------------------- |
| 1re                    | Astana-Premier Tech         | Kazakhstan             | 54 h 24 min 49 s       |
| 2e                     | Caja Rural-Seguros RGA      | Espagne                | + 12 s                 |
| 3e                     | Team BikeExchange           | Australie              | + 18 s                 |
| 4e                     | Eolo-Kometa                 | Italie                 | + 1 min 18 s           |
| 5e                     | Trek-Segafredo              | États-Unis             | + 1 min 22 s           |
| 6e                     | Sport Vlaanderen-Baloise    | Belgique               | + 1 min 41 s           |
| 7e                     | Jumbo-Visma                 | Pays-Bas               | + 2 min 18 s           |
| 8e                     | Vini Zabù                   | Italie                 | + 2 min 47 s           |
| 9e                     | Bingoal Pauwels Sauces WB   | Belgique               | + 3 min 24 s           |
| 10e                    | Androni Giocattoli-Sidermec | Italie                 | + 4 min 22 s           |

## Classements UCI
La course attribue le même nombre de points pour l'UCI Europe Tour 2020 et le Classement mondial UCI.
| Position           | 1er | 2e | 3e | 4e | 5e | 6e | 7e | 8e | 9e | 10e | 11e | 12e | 13e à 15e | 16e à 25e |
| Classement général | 125 | 85 | 70 | 60 | 50 | 40 | 35 | 30 | 25 | 20  | 15  | 10  | 5         | 3         |
| Par étape          | 14  | 5  | 3  |    |    |    |    |    |    |     |     |     |           |           |
| Leader, par étape  | 3   |    |    |    |    |    |    |    |    |     |     |     |           |           |

## Évolution des classements
| Étape              | Vainqueur          | Classement général | Classement par points | Classement de la montagne | Classement du meilleur hongrois | Classement par équipes |
| ------------------ | ------------------ | ------------------ | --------------------- | ------------------------- | ------------------------------- | ---------------------- |
| 1                  | Phil Bauhaus       | Phil Bauhaus       | Phil Bauhaus          | Patryk Stosz              | Ádám Kristóf Karl               | Uno-X Pro              |
| 2                  | Jordi Meeus        | Jordi Meeus        | Jordi Meeus           | Maciej Paterski           | János Pelikán                   | Trek-Segafredo         |
| 3                  | Phil Bauhaus       | Phil Bauhaus       | Phil Bauhaus          | Maciej Paterski           | János Pelikán                   | Trek-Segafredo         |
| 4                  | Damien Howson      | Damien Howson      | Phil Bauhaus          | Maciej Paterski           | János Pelikán                   | Astana-Premier Tech    |
| 5                  | Edward Theuns      | Damien Howson      | Phil Bauhaus          | Maciej Paterski           | János Pelikán                   | Astana-Premier Tech    |
| Classements finals | Classements finals | Damien Howson      | Phil Bauhaus          | Maciej Paterski           | János Pelikán                   | Astana-Premier Tech    |